# Jeenyo United FC
LLPP Jeenyo United Football Club w skrócie Jeenyo United FC – somalijski klub piłkarski, grający niegdyś w pierwszej lidze somalijskiej, mający siedzibę  w mieście Mogadiszu.

## Sukcesy
- I liga[1]
  - mistrzostwo (4): 1969, 1970, 1971, 1981.

- Puchar Somalii[2]
  - zwycięstwo (2): 1977, 1980.

## Występy w afrykańskich pucharach
| Sezon | Rozgrywki                 | Runda   | Kraj     | Klub              | Dom | Wyjazd | Dwumecz |
| ----- | ------------------------- | ------- | -------- | ----------------- | --- | ------ | ------- |
| 1970  | Puchar Mistrzów           | wstępna | Uganda   | Prisons FC        | 2–1 | 2–4    | 3–5     |
| 1971  | Puchar Mistrzów           | 1       | Tanzania | Young Africans SC | 0–0 | 0–2    | 0–2     |
| 1972  | Puchar Mistrzów           | 1       | Etiopia  | Saint-George SA   | 1–3 | 1–1    | 1–4     |
| 1978  | Puchar Zdobywców Pucharów | wstępna | Sudan    | Al-Hilal Omdurman | 0–1 | 0–1    | 0–2     |
| 1981  | Puchar Zdobywców Pucharów | 2       | Kenia    | Gor Mahia         | 1–0 | 0–3    | 1–3     |
| 1982  | Puchar Mistrzów           | 1       | Egipt    | Al-Ahly Kair      | 0–0 | 0–1    | 0–1     |

## Stadion
Domowe mecze klub rozgrywa na stadionie o nazwie Banadir Stadium w Mogadiszu, który może pomieścić 10000 widzów.